# Totonicapán (departementshuvudort i Guatemala)
Totonicapán är en departementshuvudort i Guatemala.   Den ligger i kommunen Municipio de Totonicapán och departementet Departamento de Totonicapán, i den sydvästra delen av landet, 100 km väster om huvudstaden Guatemala City. Totonicapán ligger 2 499 meter över havet och antalet invånare är 69 734.
Terrängen runt Totonicapán är huvudsakligen kuperad, men norrut är den bergig. Runt Totonicapán är det tätbefolkat, med 411 invånare per kvadratkilometer. Närmaste större samhälle är Quetzaltenango, 18,9 km sydväst om Totonicapán. I omgivningarna runt Totonicapán växer i huvudsak blandskog.